# Dichrometra austini
Dichrometra austini is een haarster uit de familie Mariametridae.
De wetenschappelijke naam van de soort werd in 1972 gepubliceerd door Ailsa McGown Clark.